# 车恩泽
车恩泽（韓語：차은택，1969年12月16日—），韩国导演，被称为“鬼才导演”、“文化界皇太子”。因卷入崔顺实事件而被捕，并被检方起诉。

## 生平
车恩泽于1997年出道，此后转入幕后，以MTV导演的身份逐渐为外界所知。车恩泽也被认为是韩国广告界的“鬼才”，曾三次获得金唱片MTV导演金奖，在2002年还获得了戛纳广告节新媒体部分的金奖。他先后担任2014年仁川亚运会影像导演、2015年米兰世博会韩国馆的总监制，被认为总揽了韩国国家大型文化活动。2014年8月，车恩泽被任命为直属韩国总统的“文化昌盛委员会”委员长，2016年年初又被任命为“创造经济促进团”团长，其一路高升的背景备受争议，车恩泽本人也因此被称为韩国“文化界皇太子”。

### 崔顺实事件
2016年10月，韩国总统朴槿惠的亲信、闺密崔顺实被揭露利用与总统关系干涉施政并向商界及利益集团施压获取利益，车恩泽也被指卷入了这一丑闻。据韩联社报道，车恩泽借助崔顺实干预政府的文化政策，是幕后讨论国事的“干政组”核心成员。他还被指几乎独家承揽政府文化项目，通过其拥有的广告公司承接大企业和公共机关广告等以非法手段牟利。车恩泽还涉嫌安插其身边人员至政府机关高级岗位。2016年11月8日，车恩泽从中华人民共和国山东省青岛返回韩国后，在机场被拘留，并立即接受了4个小时的全面调查，9号上午被移交至首尔拘留所。2016年11月27日，韩国检方以涉嫌滥用职权、妨碍行使权利、强迫交易和贪污等罪名起诉车恩泽。